# معبد کامیگامو
معبد کامیگامو (به ژاپنی: 上賀茂神社, Kamigamo Jinja) یک معبد مهم شینتو در شمال کیوتو است.